# Степанов Павло Степанович
Павло Степанович Степанов (16 лютого 1901, місто Санкт-Петербург, тепер Російська Федерація — 9 листопада 1977, Москва) — радянський військово-політичний діяч, генерал-лейтенант авіації. Кандидат у члени ЦК КП(б)У в травні 1940 — січні 1949 року.

## Біографія
Народився у родині робітників. З 1917 року служив у Червоній гвардії.
Член РКП(б) з 1918 року.
З 1918 року — в Червоній армії. Учасник Громадянської війни у Росії. Служив червоноармійцем, військовим комісаром полку та ескадрону, політичним керівником і військовим комісаром господарської частини, інспектором стрілецької дивізії РСЧА. Потім був інспектором військової інспекції військ України і Криму, інструктором політичного відділу, начальником клубу стрілецької дивізії. У 1927 році закінчив Школу військових сполучень імені Фрунзе.
У жовтні 1927 — квітні 1929 р. — військовий комісар 80-го окремого артилерійського дивізіону. З квітня 1929 р. — помічник військового комісара 1-го корпусного артилерійського полку. У 1931 році закінчив екстерном загальновійськову школу, а у 1932 році — військову школу льотчиків і льотчиків-спостерігачів у місті Оренбурзі.
У травні 1932 — листопаді 1933 р. — військовий комісар 1-ї Червонопрапорної ескадрильї. У листопаді 1933 — серпні 1935 р. — військовий комісар 24-й важкої бомбардувальної ескадрильї. У 1935 році закінчив курси при 1-й військовій школі льотчиків імені М'ясникова у селищі Кача.
У серпні 1935 — 1936 р. — помічник командира із політичної частини і начальник політичного відділу 400-ї авіаційної бригади. У 1936 — серпні 1937 р. — тимчасовий виконувач обов'язків військового комісара і начальник політичного відділу 111-ї винищувальної авіаційної бригади.
У серпні — грудні 1937 р. — військовий комісар 4-го важкого бомбардувального авіаційного корпусу. У грудні 1937 — травні 1938 р. — начальник політичного управління 1-ї Армії особливого призначення. У травні 1938 року направлений у розпорядження Управління по командному і начальницькому складу Червоної армії.
У липні 1938 — червні 1940 р. — військовий комісар управління Військово-повітряних сил (ВПС) Київського Особливого військового округу.
У червні — грудні 1940 р. — військовий комісар Військово-повітряної академії РСЧА імені Жуковського.
4 грудня 1940 року призначений заступником начальника із політичної частини Головного управління Військово-повітряних сил Червоної армії. З 29 червня 1941 року до серпня 1942 року — член Військової ради Військово-повітряних сил Червоної армії. Із початку радянсько-німецької війни одночасно командував авіаційними групами на Брянському, Південному, Західному, Волховському фронтах та у місті Сталінграді.
У серпні — вересні 1942 року — командувач 16-ї повітряної армії, яка обороняла Сталінград.
У вересні 1942 — вересні 1943 року — командувач Військово-повітряних сил (ВПС) Південно-Уральського військового округу. У вересні 1943 — вересні 1944 року — командувач Військово-повітряних сил (ВПС) Орловського військового округу. У вересні 1944 — січні 1945 року — командувач Військово-повітряних сил (ВПС) Архангельського військового округу. У січні 1945 — квітні 1948 року — командувач Військово-повітряних сил (ВПС) Біломорського військового округу. У квітні 1948 — 1954 року — командувач Військово-повітряних сил (ВПС) Південно-Уральського військового округу.
У 1954 році вийшов у відставку.

## Військові звання
- бригадний комісар (2.01.1936)
- дивізійний комісар (16.10.1939)
- корпусний комісар (27.12.1940)
- армійський комісар 2-го рангу (22.10.1941)
- генерал-майор авіації (21.07.1942)
- генерал-лейтенант авіації (28.05.1943)

## Нагороди
- два ордени Леніна (21.02.1945)
- два ордени Червоного Прапора (22.02.1938, 3.11.1944, 6.11.1947)
- орден Червоної Зірки
- медаль «ХХ років РСЧА»
- медалі